# (29145) 1988 FE
1988 أف إي (ويعرف أيضًا باسم (29145) 1988 أف إي وفق تسمية الكوكب الصغير) (بالإنجليزية: 1988 FE)‏ هو كويكب ضمن حزام الكويكبات؛ وترتيبه 29145 من حيث الاكتشاف.
اكتُشف هذا الجُرم الفلكي بواسطة هيروشي كانيدا في 16 مارس 1988.

## وصلات خارجية
- (29145) 1988 FE في قاعدة بيانات مختبر الدفع النفاث لأجرام النظام الشمسي الصغيرة

- الاكتشاف · مخطط المدار ·  العناصر المدارية · المعلمات المادية

- (29145) 1988 FE على موقع ويكي سكاي: DSS2, SDSS, GALEX, IRAS, Hydrogen α, X-Ray, Astrophoto, Sky Map, Articles and images